# Jerzy II Schaumburg-Lippe
Jerzy II zu Schaumburg-Lippe (ur. 10 października 1846 w Bückeburgu, zm. 29 kwietnia 1911 tamże) - książę Schaumburg-Lippe w latach 1893-1911.
Był najstarszym synem księcia Adolfa I i Herminy Waldeck-Pyrmont. Na chrzcie otrzymał imiona Stefan Albrecht Jerzy, z których trzecie stało się imieniem, pod którym panował. W roku 1882 odbyła się w Lipsku ceremonia zaślubin następcy tronu księstwa z księżniczką Marią Anną Sachsen-Altenburg, córką następcy tronu altenburskiego Maurycego Franciszka. Para doczekała się dziewięciorga dzieci:
- Adolf II
- Maurycy Jerzy
- Piotr
- Ernest Wolard
- Stefan
- Henryk
- Małgorzata
- Fryderyk Chrystian
- Elżbieta